# Mantella bernhardi
Mantella bernhardi Vences, Glaw, Peyrieras, Böhme et Busse, 1994 è una rana della famiglia Mantellidae, endemica del Madagascar.

## Descrizione

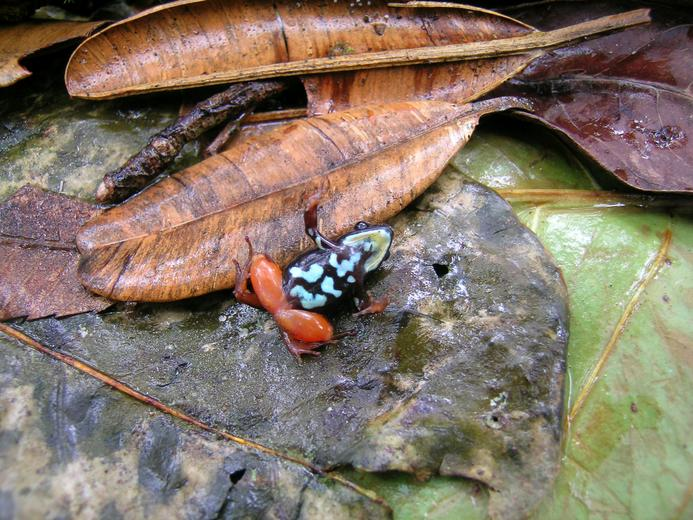
Visione ventrale

È la più piccola tra le specie del genere Mantella con una lunghezza di 19–22 mm.
 
Il capo e il dorso sono di colore grigio-bruno, talora con una sottile linea mediana più chiara.
Il ventre è nerastro con macchie irregolari bianco-bluastre.
La parte superiore degli arti anteriori è giallastra mentre la parte ventrale degli arti posteriori è di colore giallo-arancio.

## Distribuzione e habitat

Areale

In passato ritenuta un endemismo della Riserva speciale di Manombo, questa specie è stata in seguito rinvenuta anche in altre località del Madagascar sud-orientale, quali il Parco nazionale di Ranomafana.
Il suo habitat naturale è la foresta pluviale di bassa quota, da 60 a 600 m di altitudine.

## Biologia
È una specie terricola, che vive nei pressi di piccoli specchi d'acqua.
Il canto, differente da quello delle altre specie di Mantella, è un breve trillo che ricorda quello dei grilli. È composto da una singola nota della durata di 11-19 ms, ripetuta ad intervalli di 8-15 ms, a frequenza tra 4,8 e 5,7 kHz.

## Conservazione
La Lista rossa IUCN classifica Mantella bernhardi come specie vulnerabile.